# Jochen Wich

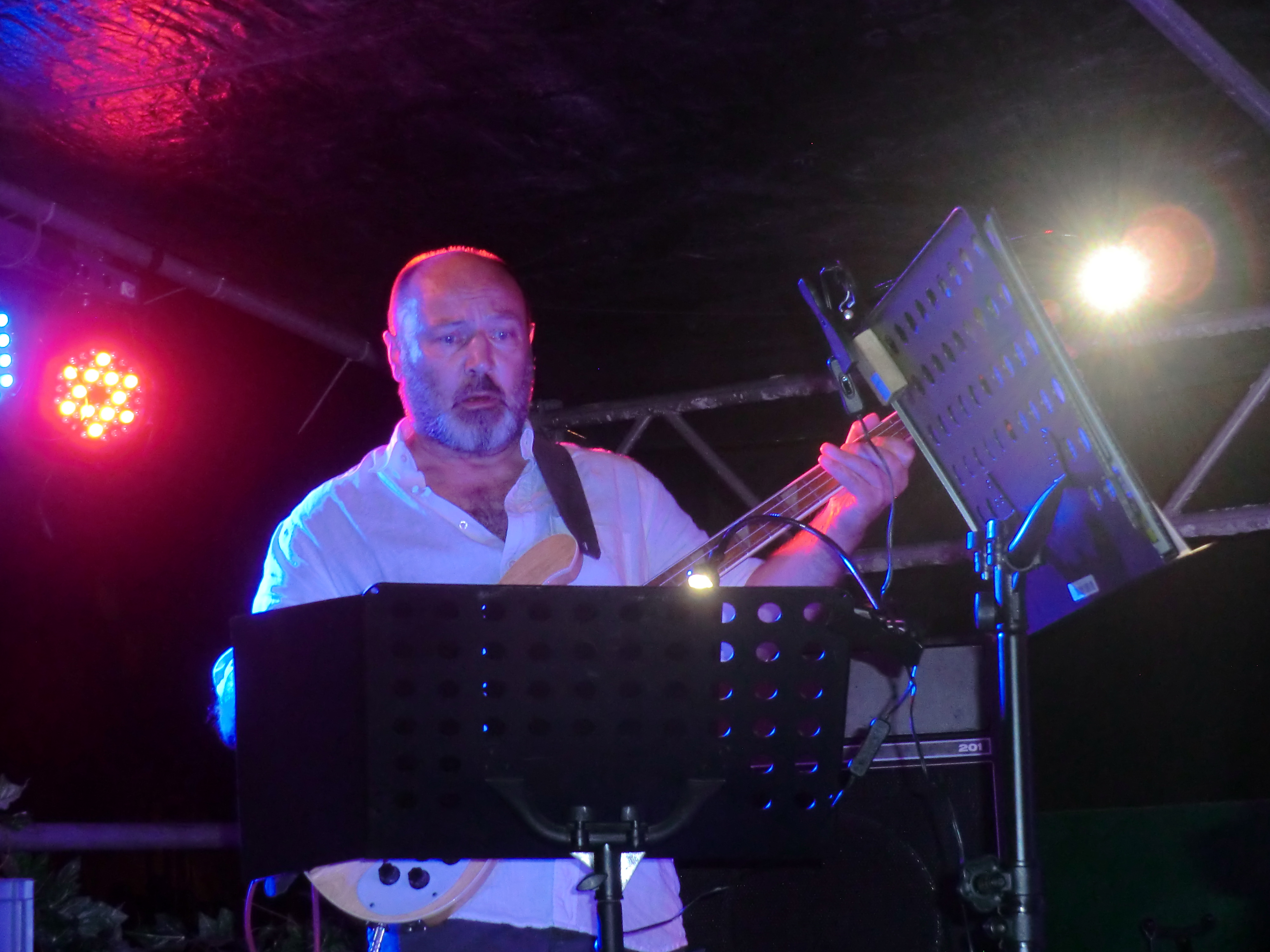
Jochen Wich (2016)

Jochen Wich (* 20. Dezember 1958 in Lobenstein, DDR) ist ein deutscher Musiker und Komponist.

## Werdegang
Wich begann während seiner Schulzeit in Jena Gitarre und Klavier zu lernen. Sein Interesse galt aber vor allem dem Kontrabass und der Bassgitarre. Wich begann, erste Stücke für die Jenaer Blues- und Rockband „Uller“ zu schreiben, deren Bassist er war. 
1981 kam Wichs Freund Matthias Domaschk in der Untersuchungshaftanstalt in Gera ums Leben. Daraufhin keimte in Wich der Gedanke, ein Musiktheaterstück für ihn zu schreiben. Sein Werk Das verlorene Leben des Matthias D. nach einem Libretto von Martin Morgner ist Matthias Domaschk und allen DDR-Oppositionellen gewidmet und beinhaltet 13 Lieder mit Texten und 13 instrumentale Zwischenspiele. Es soll ein Zeugnis des unangepassten Denkens unter den Bedingungen einer Diktatur wiedergeben und künftige Generationen, vor allem Jugendliche, sollen lernen, eigene Fragen an die Geschichte zu stellen. Anlässlich des 60. Geburtstags von Matthias Domaschk am 12. Juni 2017 fanden in Jena und Erfurt mehrere Gedenkveranstaltungen statt, darunter die öffentliche Vorstellung von Ausschnitten aus Wichs Musiktheaterstück am Abend des 16. Juni 2017 in Jena. In einem Bericht der Thüringer Landesregierung über ihre Aktivitäten auf dem Gebiet der Aufarbeitung der SED-Diktatur in Thüringen heißt es 2019: „Die Realisierung einer Uraufführung des Musiktheaterstücks „Das verlorene Leben des Matthias D.“ (Musik:Jochen Wich, Libretto: Martin Morgner) musste unter anderem aus finanziellen Gründen zurückgestellt werden.“
Im Kompositionsstil, den musikalischen Ideen und Konzepten von Wich fließen viele Stile zusammen. Seine Musik ist aus den Erfahrungen von Diktatur und Demokratie geschrieben. Seine Arbeit beinhaltet hauptsächlich Streichquartettstücke, Stücke für kleine Besetzung und Chormusik.
Am 5. Februar 2023 fand in der Kurfürstlichen Burg in Eltville am Rhein die Uraufführung seiner Dreizehn Streichquartettstücke für Eltville statt. Mit diesem Ort verbinden Wich persönliche positive Erinnerungen. Das Benefizkonzert zugunsten einer örtlichen Einrichtung, bei dem sämtliche Beteiligten auf ein Honorar verzichteten, wurde von den Musikerinnen Svantje Wolf (Violine), Judith Oberndorfer (Violine), Gertrud Weise (Viola) und Emanuela Simeonova (Violoncello) aufgeführt. Im Rahmen einer Ansprache betonte der Komponist, seine Stücke „sollten auch Zeugnis davon ablegen, dass Musik die Zusammengehörigkeit der Menschen hervorhebe“. Die Sätze der Komposition sind kurz gehalten; in ihnen spiegelt sich wider, dass der Komponist mit klassischer Musik ebenso vertraut ist wie mit Improvisation und Popularmusik.

## Komposition
- Das verlorene Leben des Matthias D., Musiktheaterstück
- Dreizehn Streichquartettstücke für Eltville, Streichquartettstücke